# Il barone di Corbò
Il barone di Corbò è un film italiano del 1939 diretto da Gennaro Righelli.
Soggetto liberamente tratto dalla commedia omonima di Luigi Antonelli, che partecipa anche alla sceneggiatura.

## Trama
In un paese di provincia si apprende la notizia che dei pazzi sono fuggiti dal manicomio. Nella vicina villa di Teodorico iniziano a succedere strane situazioni, lui vuole lasciare la moglie Gabriella, per incontrare una sua amica intima, Lulù, che però si presenta all'improvviso, accompagnata in auto da un misterioso giovane, che si rivelerà essere il Barone di Corbò, che la chiede in sposa. 
Tuttavia l'allarme dei matti in fuga, rende Teodorico sospettoso del giovane, pensando che sia uno dei matti, i quali irrompono in casa travestiti da infermieri della villa manicomio, a loro volta acciuffati dai veri infermieri.

## La critica
Francesco Callari nelle pagine di Film del 27 aprile 1940, « La commedia di Antonelli è fiacca e sfrutta vecchi sistemi pochiadistici : il fatto di inserire nel frusto imbarazzo di un marito che si vede d'improvviso piombare l'amante in casa, l'episodio dei pazzi criminali che scappano dal manicomio, invadono la villa e sono scambiati per savi. Gli episodi nuovi inseriti nella sceneggiatura danno, secondo Righelli, un maggior ritmo alla pellicola. In tutti i film italiani l'azione principale si svolge in una grande sala dove uno scalone porta al piano superiore, anche qui un lussuoso scalone è in bella mostra ».